# Teatro Silvio Santos
Teatro Silvio Santos foi um antigo e extinto estúdio de gravações de programas do SBT, antiga TVS, entre os anos de 1980 e 1990.

## História
Localizado na Avenida General Ataliba Leonel, número 1772, no Carandiru, foi inaugurado originalmente em 1958 como Cine Sol, um dos grandes cinemas da cidade de São Paulo. Com a decadência do cinema, o prédio foi adquirido em 1979 pelo empresário e animador de televisão Silvio Santos, após um incêndio que destruiu o Teatro Manoel de Nóbrega, que até então servia como estúdio de produções da TVS do Rio de Janeiro e do Programa Silvio Santos. O antigo Cine Sol foi reformado e transformado em um novo estúdio. Em 1998 o estúdio foi desativado e transferido para Osasco no CDT da Anhanguera.
Em 2019, após 21 anos após seu fechamento, o prédio foi reformado para dar lugar a um buffet de propriedade de empresários da região o Sarah Soeil

## Estrutura
Possui uma estrutura de 1.779 metros quadrados, 12 metros de pé-direito, tem estúdio principal e dois auxiliares de 100 metros e quatro camarins.

## Programas gravados
- Programa Silvio Santos[4]
- Topa Tudo por Dinheiro
- Porta da Esperança
- Show de Calouros
- Domingo Legal
- Viva a Noite
- Hebe
- A Praça É Nossa
- Bozo
- Show Maravilha
- Sabadão